# Moto-ball club neuvillois
Le Moto Ball Club Neuvillois (MBC Neuvillois) est un club de moto-ball du département de la Vienne, basé à Neuville-de-Poitou,. Les deux Co-Président actuels sont Benoit SABOURIN et Emmanuel SAVATIER. Le Siège social est au 7 rue Champ Morin – Etables-Charrais à SAINT MARTIN LA PALLU.

## Le club
Le club a été créé en et accède en première division nationale en Le MBC Neuville est un club emblématique du motoball en France, ayant construit une histoire riche en succès et en performances remarquables. Fondé avec passion et détermination en 1969; le club a su s'imposer comme une référence dans ce sport unique en accédant en première division "Elite 1" en 1983.
C’est à l’initiative d’un garagiste, Monsieur Gilbert Celette de Cheneché et de l’Abbé François de NEUVILLE que l’idée de créer un club de Moto-Ball est devenue sérieuse, d’autant plus qu’un petit groupe de jeunes s’amusait déjà à moto, le dimanche, sans aucun but précis. Par la suite, Maurice SABOURIN a assuré la présidence et a conduit l’équipe vers une épopée fabuleuse avec un titre de Vainqueur du Trophée de France 1977 et un titre de champion de France Excellence 1978. Puis, en 1982 c’est au tour de Claude SABOURIN de continuer sur cette lancée ; il mène une politique orientée vers les jeunes et la formation et crée une 2ème équipe. L’équipe première participe à deux finales de Coupe de France en 1987 et 1990. Depuis 1992, la formation d’une équipe de juniors (jeunes de 13 à 18 ans) apporte un nouveau souffle au club et en 1993, ce groupe étonne le Moto-Ball français en devenant championne de France 1993/1994/1995 et vainqueur de la Coupe de France 1993/1994/1995/2009/2010.
Nouvelle étape dans l’histoire en 2019, l’année des 50 ans du club. 10 femmes bénévoles du club ont créé et composé la 1ère équipe féminine du club, de France et du monde. Une nouvelle ère est née sous les conseils et l’impulsion de l’entraîneur emblématique du club Alain Pichard qui décèdera le 13 juillet 2022.
En 2020, Claude Sabourin laisse la présidence du club après 40 ans d’investissement. Benoît Sabourin et Emmanuel Savatier sont élus co-présidents et prennent la tête de ce club phare aux 8 étoiles, poursuivant le développement de ce club emblématique français.

## Palmarès

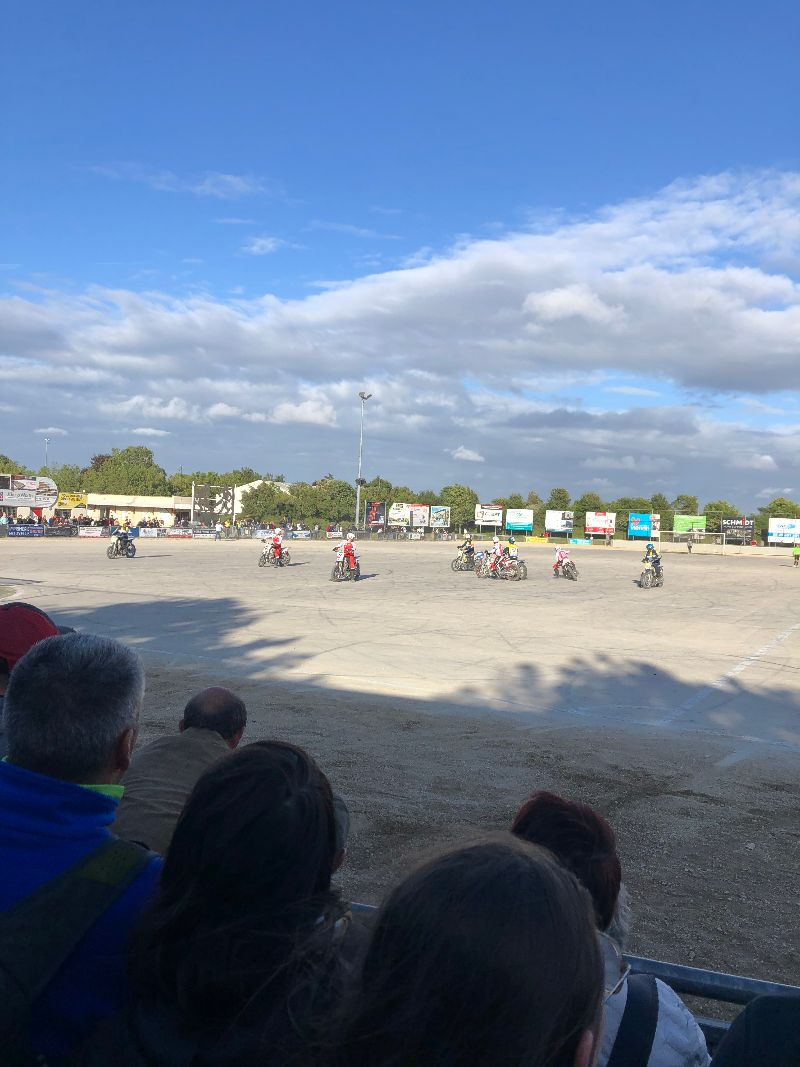
MBC NEUVILLE contre le MBC ROBION le 15 juin 2024 en Championnat de France Elite 1.

### Les Succès en Championnat de France
Le club a remporté le championnat de France à dix reprises, consolidant ainsi sa position de leader dans ce sport. Les titres ont été obtenus lors des années suivantes : 2006, 2008, 2009, 2010, 2011, 2013, 2018, 2020, 2023 et 2024. Ces victoires témoignent de la performance constante et de la compétitivité du club sur une longue période.

### Les Victoires en Coupe de France
En plus de ses succès en championnat, le Motoball de Neuville a également connu une grande réussite en Coupe de France. Le club a remporté cette compétition à onze reprises : en 2001, 2002, 2003, 2004, 2005, 2007, 2008, 2010, 2012, 2013, 2017 et 2024,.

### Le Trophée des Champions
Le club a également été couronné vainqueur du Trophée des Champions à neuf reprises. Ce trophée se fait s'affronter le vainqueur du championnat "Elite 1" au vainqueur de la Coupe de France.

### L'équipe Reserve en Elite 2

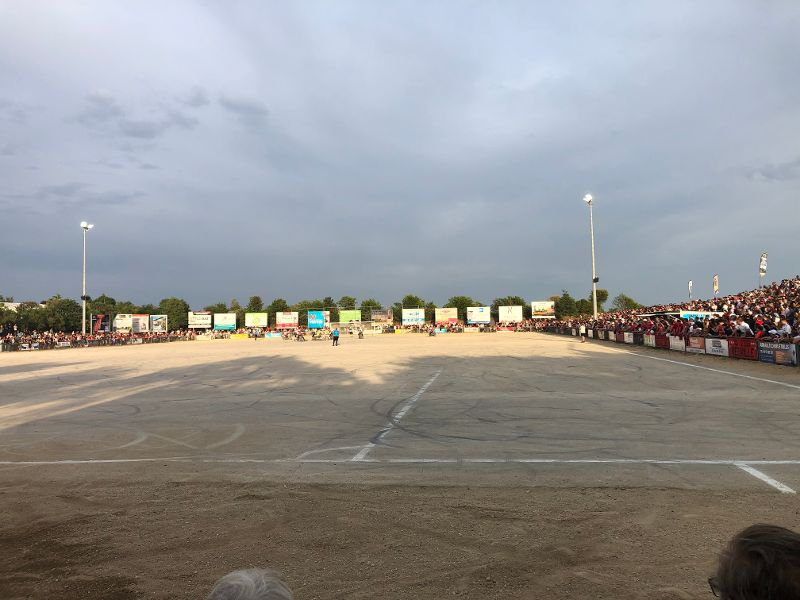
Le MBC Neuville contre le SUMA de Troyes le 17 juin 2023 en Championnat de France Elite 1.

Une seconde équipe est également en place au MBCN. Celle-ci a remporté à 5 reprises le championnat Elite 2, à 6 reprises la Coupe de France Motoball Elite 2 et à 4 reprise le Trophée des champions Elite 2.

### Les Performances de l'équipe U18
Le Motoball de Neuville attache également une grande importance à la formation des jeunes joueurs. Les équipes U18 du club ont remporté le championnat de France à cinq reprises : en 1993, 1994, 1995, 2016 et 2017. Ces succès reflètent la qualité du travail de formation et la capacité du club à préparer les jeunes talents pour l'avenir.